# Fascículo arqueado

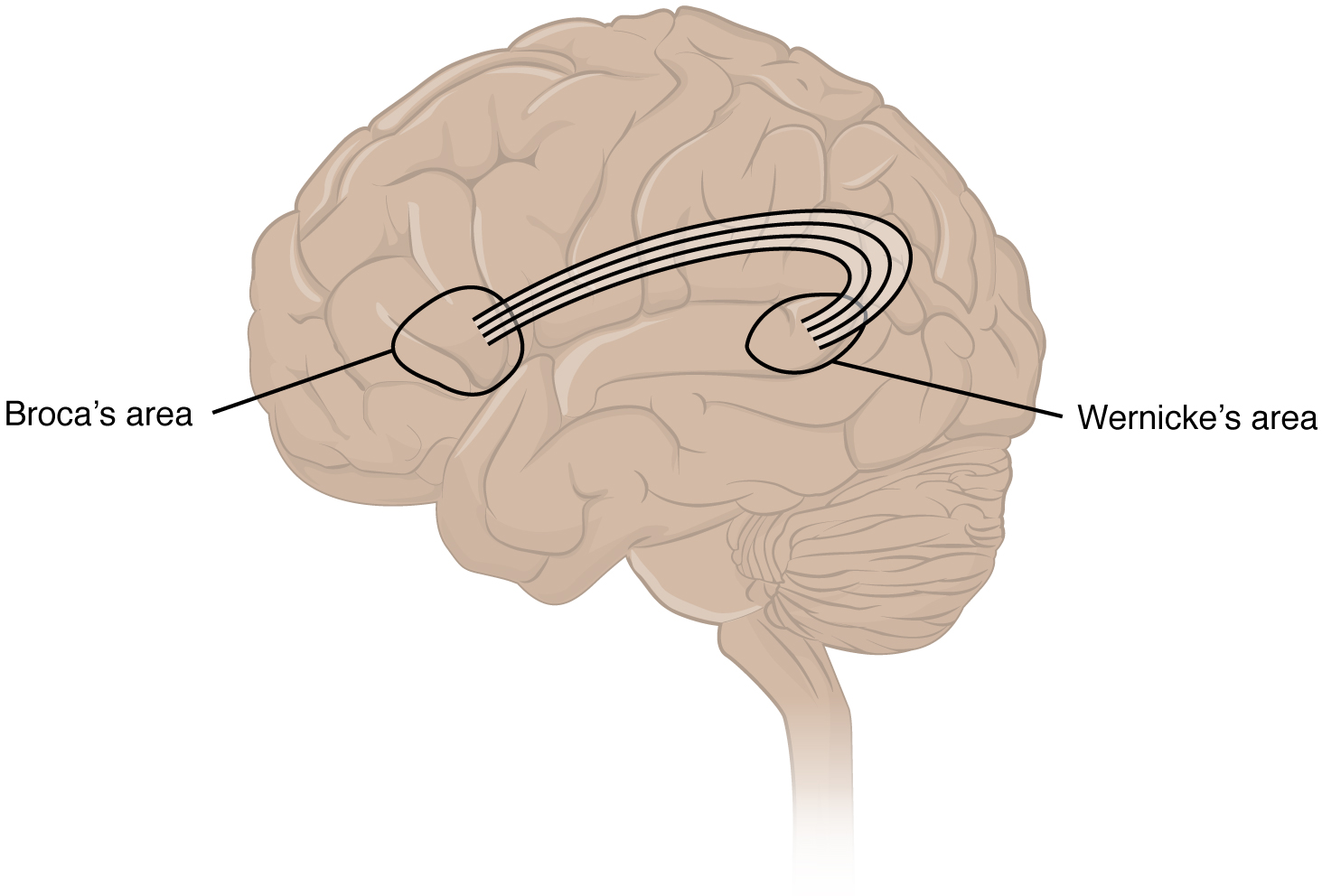
O fascículo arqueado é o feixe de axônios que irá conectar a área de Broca e a área de Wernicke, demonstradas na imagem acima.

O fascículo arqueado (em inglês: curved bundle) é um feixe de axônios que faz parte do fascículo longitudinal superior, uma associação de fibras. O arco bidirecionalmente conecta o córtex temporal caudal e o parietal inferior a locais no lobo frontal em localização no lobo frontal.

## Estrutura
Este feixe de axônios não está presente ou é substancialmente menor em primatas não humanos. Embora as regiões às quais o fascículo arqueado se conecte ainda estejam sujeitas à debates, a conectividade do arco mostrou-se que corresponde a várias áreas funcionais dentro dos lobos temporal, parietal e frontal. Além disso, as relações topográficas entre medidas independentes da substância branca e a integridade da substância cinzenta sugerem que interações ricas em desenvolvimento ou ambientais influenciam a estrutura e a função do cérebro e que a presença e a força de tais associações podem elucidar processos fisiopatológicos que influenciam sistemas como o planejamento do idioma e do motor.
No entendimento comum, o fascículo arqueado conecta duas áreas importantes para o uso da linguagem, a área de Broca no giro frontal inferior e a área de Wernicke no giro temporal superior posterior. À medida que a técnica de difusão MRI melhorou, essa tornou-se uma hipótese testável usando imagens cerebrais. A pesquisa indicou uma terminação mais difusa das fibras do arco, tanto rostralmente como caudalmente, do que se pensava anteriormente. Enquanto a principal fonte caudal do trato das fibras parece ser um córtex temporal superior posterior, as terminações rostral são principalmente do córtex premotor, localizado na parte da área número 6 de Brodmann.

## Significância clínica
Evidências indicam um papel do fascículo arqueado no uso da linguagem é melhor representada pela afasia associativa, causada por um dano ao lóbulo parietal inferior que se estende para a substância branca subcortical e danifica o fascículo arqueado. Este tipo de afasia inibe o paciente de repetir sons desconhecidos. Em 2005, um estudo realizado por Catani, Jones e Ffytche forneceu a primeira evidência anatômica para a presença de duas vias entre a área de Wernicke e a área de Broca.
Em nove de dez pessoas com surdez de tom, o fascículo arqueado superior no hemisfério direito não pôde ser detectado, sugerindo uma desconexão entre o giro temporal superior posterior e o giro frontal inferior posterior. Pesquisadores sugeriram que o giro temporal superior posterior era a origem do distúrbio.
Nos pacientes que sofrem de disfemia, o fascículo arqueado parece ter déficits bilaterais que o reduzem em um terço ou mais em relação aos não gagos. No entanto, há um debate em constante andamento sobre a contribuição de cada hemisfério e a presença de diferenças hemisféricas, e evidências baseadas em difusão de diferenças entre gagos e controles não são isoladas do fascículo arqueado.